# Eadred

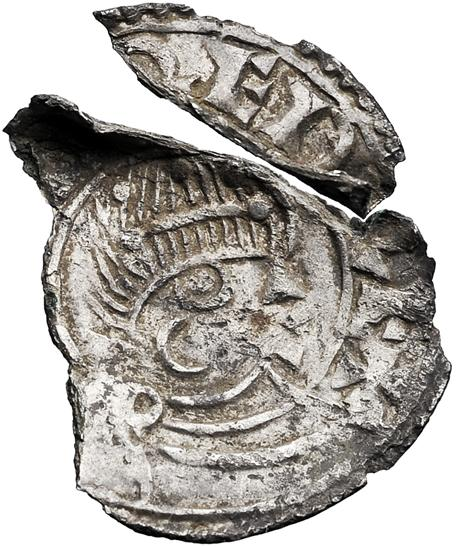
Penny Eadreds

Eadred (auch Eadredus, Eadræd, Ædred, Adred, Adredus, Eaðredus etc.; * um 924; † 23. November 955 in Frome) war von 946 bis zu seinem Tod König von England.

## Leben

### Familie und Jugend
Eadred stammte aus dem Haus Wessex. Er war der jüngste Sohn König Eduards des Älteren (899–924) und dessen dritter Frau Eadgifu († 966/967), einer Tochter des Ealdorman Sigehelm († 903) aus Kent. Sein Vorgänger König Edmund I. (936–946) war sein älterer Bruder. Dessen Sohn Eadwig (955–959) wurde sein Nachfolger.
Eadred trat bereits während der Herrschaft seines Halbbruders Æthelstan (924–939) und seines Bruders Edmund I. (936–946) in Erscheinung, deren Urkunden er als regis frater („Bruder des Königs“) als Zeuge unterzeichnete. Er war nicht verheiratet und hinterließ keine Nachkommen.

### Herrschaft

#### Thronfolge
Nachdem König Edmund I. (936–946) am 26. Mai 946 ermordet worden war, trat Eadred dessen Nachfolge an. Er wurde am 16. August 946 in Kingston upon Thames von Erzbischof Odo von Canterbury gekrönt. Der Krönung wohnten neben zahlreichen Bischöfen auch der südwalisische König Hwyel Dda mit seinen Brüdern Morgan und Cadwgan, sowie vier Earls mit den skandinavischen Namen Orm, Morcar, Grim und Coll bei.

#### Regierung und Verwaltung
Eadred übernahm zahlreiche Ratgeber seines Bruders und Vorgängers Edmund, von denen einige bereits dessen Vorgänger, seinem Halbbruder Æthelstan (924–939) zur Seite gestanden hatten. Dadurch erhielt die englische Politik eine gewisse Beständigkeit. Zu den bedeutendsten Beratern gehörten die Geistlichen Erzbischof Odo von Canterbury (941–958), Bischof Ælfsige von Winchester (951–959), der Abt Dunstan von Glastonbury (945–956) und Bischof Cenwald von Worcester (929–957). Æthelstan Half-King, der Ealdorman von East Anglia, war der wichtigste weltliche Ratgeber Eadreds. Eine große Rolle spielte auch seine Mutter Eadgifu, die in Chartas als Zeugin oder Begünstigte erscheint. Doch Eadred nahm auch neue Leute, wie Ælfhere, den späteren Ealdorman von Mercia, in den Kreis seiner Vertrauten auf. Gegen Ende seiner Herrschaft setzte Eadred Æthelwold als Abt von Abingdon (um 954–963) ein und wandelte den verfallenen säkularen Stift in ein Benediktinerkloster um.
Eadreds Testament zeigt die Hierarchie der Ratgeber und die Zusammensetzung des königlichen Haushaltes auf. Dem Erzbischof Odo von Canterbury vermachte er 240 Goldmancuse, jedem Bischof und Ealdorman 120. Sein discþegn (lat. dapifer, Seneschall, Truchsess), sein hræglþegn (auch burþegn, lat. camerarius, Kammerherr) und sein biriele (lat. pincerna, Mundschenk) erhielten je 80 mancusa.

#### Eroberung des Königreichs Jórvík
Eadred genoss zwar hohes Ansehen, doch war seine hegemoniale Vormachtstellung in England nicht unangefochten. Die Quellenlage macht es schwierig die Ereignisse zu rekonstruieren. Chroniken, die diese Zeit behandeln, entstanden deutlich nach den Ereignissen und stehen oft zueinander, wie auch zu zeitgenössischen Chartas, im Widerspruch.
Das Königreich Jórvík (Northumbria) hatte sich bereits im Jahr 927 Eadreds Halbbruder Æthelstan (924–939) unterworfen. Unter Olaf Cuaran (927, 941–944, 947–949/952) und Erik Blutaxt (950–952/954) strebten die Northumbrier nach Autonomie und wurden dabei von Erzbischof Wulfstan I. von York (931–956) unterstützt. Der opportunistische Earl Osulf von Bamburgh (930–963) war hingegen zeitweilig mit Eadred verbündet.
Olaf Cuaran scheint sich im Jahr 947 mit Zustimmung oder Duldung Eadreds als König durchgesetzt zu haben. Olaf stand den englischen Königen nahe: König Edmund war sein Taufpate gewesen und seine Münzen ähnelten englischen Vorbildern. Sein heidnischer Rivale Erik Blutaxt hingegen ließ Münzen mit traditionellen „Wikingermotiven“ prägen. Der Angelsächsischen Chronik zufolge wurde Olaf im Jahr 952 von den Northumbriern vertrieben; wahrscheinlicher ist jedoch das Jahr 949. Vermutlich fand auch die für das Jahr 947 überlieferte Unterwerfung des Erzbischofs Wulfstan und des northumbrischen Adels 949 statt. In den folgenden Jahren scheint Eadred die Herrschaft über York selbst ausgeübt zu haben. Er beurkundete in den Jahren 949 und 950 mehrere Chartas und führte den Titel „König der Engländer, Northumbrier, Heiden und Briten“.
Dann brachen die Northumbrier ihren Treueid gegenüber Eadred und wählten Erik Blutaxt als ihren König. Diese Widersetzlichkeit beantwortete Eadred mit einer Strafexpedition in deren Verlauf das bedeutende Kloster in Ripon niedergebrannt wurde. Auf dem Rückmarsch wurde Eadreds Nachhut bei Castleford angegriffen und niedergemacht. Als Eadred darauf drohte mit seiner ganzen Streitmacht nochmals in Northumbria einzufallen und das Land „vollständig zu zerstören“, sagten sich die Northumbrier, oder zumindest der Kreis um Erzbischof Wulfstan, von Erik los und zahlten an Eadred Wergeld für dessen Verluste. Wahrscheinlich eignete sich Eadred in diesem Zusammenhang die in Ripon ruhenden Reliquien des Heiligen Wilfrid († 709) an und brachte sie nach Canterbury. Die Datierung dieser Ereignisse ist Gegenstand kontroverser Diskussionen: Die Angelsächsische Chronik nennt das Jahr 948, die Historia Regum 950. Erzbischof Wulfstan, dem das zerstörte Kloster in Ripon nahestand, wurde 952 von Eadred abgesetzt, in Juthanbyrig (Jedburgh in Roxburghshire) inhaftiert, bald darauf aber wieder eingesetzt.
Das northumbrische Königtum erlosch, als Erik Blutaxt, wie die Historia Regum überliefert, 952 vertrieben wurde. Osulf von Bamburgh wurde von Eadred als erster Earl of Northumbria eingesetzt. Als Erik Blutaxt im Jahr 954 auf Betreiben Osulfs bei Stainmore (Distrikt Eden in Cumbria) ermordet wurde, war die Rückeroberung Northumbrias abgeschlossen.

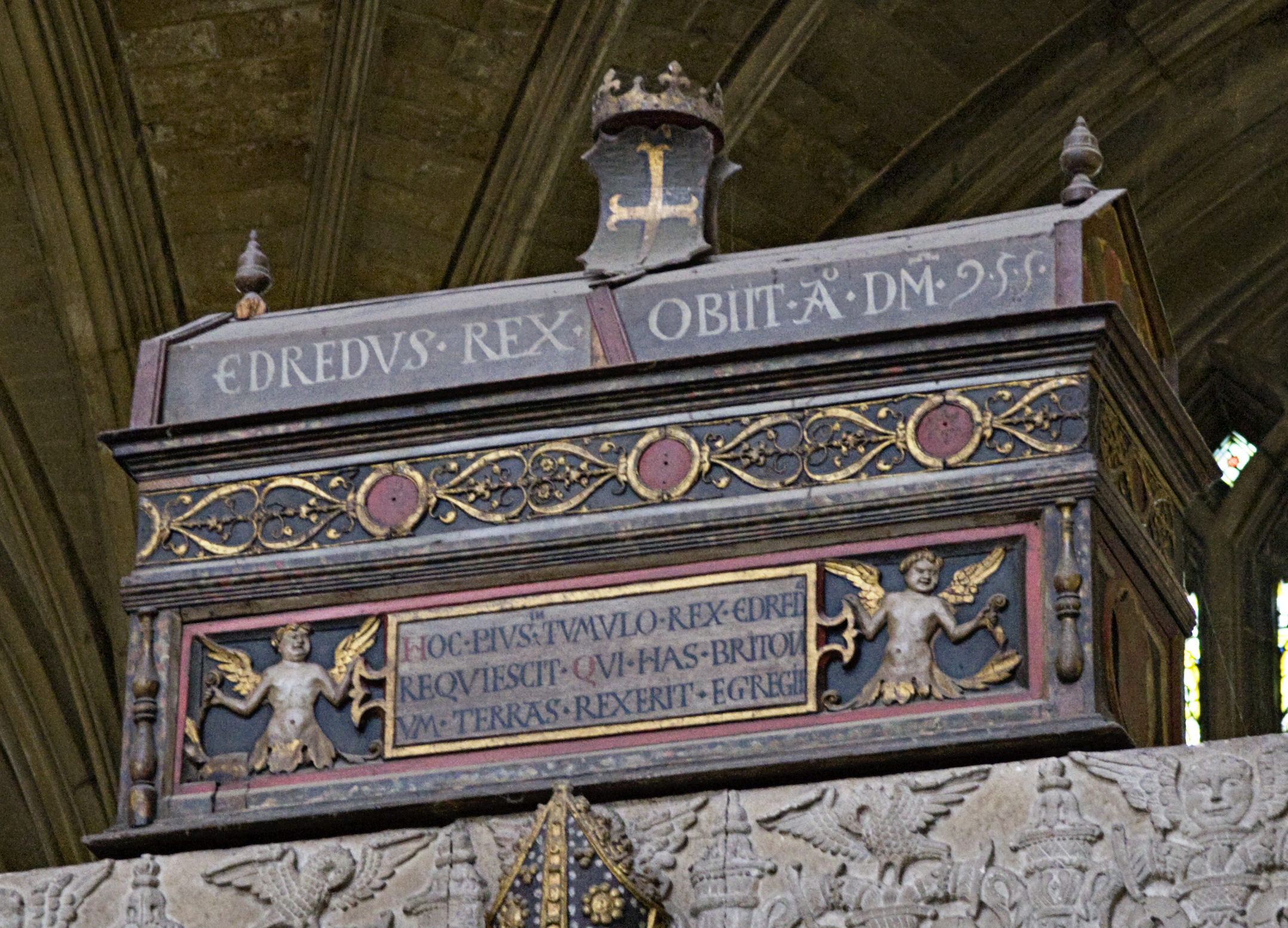
Sarg Eadreds in der Kathedrale von Winchester

#### Tod und Nachfolge
Gegen Ende seines Lebens verschlechterte sich Eadreds Gesundheitszustand drastisch. Er war nicht mehr in der Lage zu kauen und konnte seine Nahrung nur noch schlürfen. Darüber hinaus litt er an einer Gehbehinderung oder Lähmung. In seinen letzten Jahren scheint er die königlichen Befugnisse an Dunstan und andere Würdenträger delegiert zu haben: Er unterzeichnete in den Jahren 953 bis 955 weniger als ein Drittel der Chartas selbst. Schließlich erlag er seiner Krankheit im Alter von etwas über 30 Jahren am 23. November 955 in Frome (Somerset). Eadred wurde in der Kathedrale von Winchester beigesetzt.
König Eadred starb unverheiratet und ohne Nachkommen zu hinterlassen. Nachfolger als König wurde sein Neffe Eadwig, der ältere Sohn seines Bruders Edmund.